# ارکیده پری
ارکیده پری (نام علمی: Caladenia alata) نام یک گونه از سرده ارکیده‌های عنکبوتی است.